# Charles-Félix Tavano
Charles-Félix Tavano est un réalisateur français, également scénariste et directeur de production, né le 19 avril 1887 à Nice (Alpes-Maritimes), mort le 29 mai 1963 à Châtel-de-Neuvre (Allier).

## Filmographie

### Réalisateur
- 1931 : Deux fois vingt ans
- 1932 : Arrêtez-moi !
- 1932 : Un client de province
- 1932 : Le Billet de logement
- 1934 : Les Deux Papas
- 1935 : Un colpo di vento, version italienne d'un film en double version dont la version française est Coup de vent de Jean Dréville
- 1935 : Zizi  - court métrage -
- 1935 : Son Excellence Antonin
- 1948 : L'Impeccable Henri
- 1949 : Les Vagabonds du rêve
- 1949 : Ève et le Serpent
- 1950 : Ce bon monsieur Durand - moyen métrage -
- 1951 : Coq en pâte

### Directeur de production
- 1931 : Boule de gomme de Georges Lacombe
- 1939 : Le Bois sacré
- 1943 : Le Mistral
- 1943 : L'Homme de Londres
- 1945 : La Cage aux rossignols
- 1946 : Il suffit d'une fois
- 1947 : Antoine et Antoinette

### Scénariste
- 1923 : L'Autre Aile de Henri Andréani
- 1923 : L'Île de la mort d'Émile-Bernard Donatien

### Assistant réalisateur
- 1931 : Le Cœur de Paris de Jean Benoit-Lévy et Marie Epstein

## Publications
- Charles-Félix Tavano et Marcel Yonnet, Quelques histoires de cinéma, Jules Tallandier Éditeur, Paris, 1923.
- Terres rouges - roman de la terre corse, Jules Tallandier Éditeur, Paris, 1927
- Quand l'amour nous mène, roman, Jules Tallandier Éditeur, Paris 1930.
- À l'ombre des buildings, roman, Jules Tallandier Éditeur, Paris 1931.